# Synotaxus waiwai
Espèce
Synotaxus waiwai est une espèce d'araignées aranéomorphes de la famille des Synotaxidae.

## Distribution
Cette espèce se rencontre au Guyana, au Brésil et au Paraguay.

## Description
Le mâle holotype mesure 2,5 mm et la femelle paratype 3,9 mm.

## Systématique et taxinomie
Cette espèce a été décrite par Agnarsson en 2003.

## Étymologie
Cette espèce est nommée en l'honneur des Wai-Wai.

## Publication originale
- Agnarsson, 2003 : « The phylogenetic placement and circumscription of the genus Synotaxus (Araneae: Synotaxidae), a new species from Guyana, and notes on theridioid phylogeny. » Invertebrate Systematics, vol. 17, p. 719-734.